# Iglesia de Santo Estêvão (Lisboa)
La iglesia de San Esteban (en portugués: Igreja de Santo Estêvão) es una iglesia en el distrito de Alfama Lisboa, Portugal clasificada como Monumento Nacional .

## Historia
Fue construida en el siglo XII y  reconstruida en 1733 en estilo barroco por el arquitecto Manuel da Costa Negreiros. Después de ser dañada por el terremoto de Lisboa de 1755, la iglesia fue reparada y reabierta al culto en 1773. Fue catalogado como Monumento Nacional en 1918 según el Decreto N.º 5 046.

## Descripción
La iglesia tiene planta rectangular. 

### Exterior
Su fachada está dividida en 3 calles por pilastras. La central está coronado por un frontón triangular, rematado con una cruz y enmarcado con 2 torres. Una de las torres fue destruida como resultado del terremoto. 

### Interior
Destaca el altar mayor con un retablo de piedra, un grupo de esculturas esculpidas por José de Almeida, los altares laterales, las estatuas y los azulejos de la antigua sacristía .